# Václav Berka
Václav Berka (* 10. července 1956) je český sládek. Je už třetí generací rodiny Berků v historii plzeňského Prazdroje. První várku piva uvařil v plzeňském pivovaru, když tam byl v 15 letech na brigádě.

## Vzdělání
Vystudoval střední chemicko-technologickou školu a pokračoval na katedře kvasné chemie Vysoké škole chemicko-technologické v Praze.

## Zaměstnání
Do pivovaru nastoupil v roce 1980 jako technolog. Postupně prošel pozicemi sklepmistra, sládka, ředitele pivovaru Gambrinus, hlavního sládka pivovaru Plzeňský Prazdroj a manažera pivovaru v Plzni. V letech 2005–2010 byl členem dozorčí rady v Plzeňském Prazdroji, a. s. a byl též členem předsednictva v Českém svazu pivovarů a sladoven. Od roku 2005 byl starším obchodním sládkem a založil tým, který pečuje o kvalitu piva přímo na trhu. V pozici staršího obchodního sládka jezdil po Česku po celém světě, kde prezentoval historii, výrobu, chuťové vlastnosti a správnou péči o pivo plzeňského typu, především Pilsner Urquell. Pravidelně kontroloval kvalitu piva v prazdrojských pivnicích a hospodách v Česku i v zahraničí. V roce 2018 se stal emeritním vrchním sládkem a pokračuje v podpoře kvality piva Pilsner Urquell v tuzemsku i v zahraničí.

## Ocenění
V roce 2018 získal historickou pečeť města Plzně za dlouholetou vynikající propagaci Plzně v Česku i zahraničí.